# Khmer Will Party
Die Khmer Will Party (KWP) ist eine kambodschanische Partei. Sie wurde am 25. April 2018 gegründet. Ihr Vorsitzender Kong Monika ist ein Sohn Kong Korms, eines früheren hochrangigen Mitglieds der im November 2017 vom Höchsten Gericht Kambodschas aufgelösten Nationalen Rettungspartei Kambodschas (CNRP) und Präsident der Vorgängerpartei Sam-Rainsy-Partei. Diesem und zwei älteren Brüdern Kong Monikas, Kong Bora und Kong Sophea, wurde zusammen mit 115 weiteren Mitgliedern der früheren CNRP jede politische Tätigkeit für fünf Jahre verboten. Der unbelastete Kong Monika will deren oppositionelle Politik fortsetzen. Kong Monika arbeitete früher für die australische und die US-Botschaft, für USAID und für den Senat.
An ihrer Eröffnungskonferenz am 1. Juli 2018 bezeichnete sich die KWP als „Seele der CNRP“ und nannte als ihr Ziel, drei Millionen frühere Wähler der CRNP zu gewinnen. Die Partei will Korruption und Nepotismus bekämpfen, sich für Meinungs- und Versammlungsfreiheit einsetzen und entsprechende Verfassungsänderungen anstreben.
In der Parlamentswahl 2018 wurde die KWP viertstärkste Partei, konnte jedoch keinen Sitz gewinnen. 60 % ihrer Kandidaten waren frühere CNRP-Mitglieder. Den Aufruf von Sam Rainsy, die Wahlen zu boykottieren, und seine Drohung, im Falle eines Sieges der regierenden Kambodschanischen Volkspartei einen Volksaufstand zu organisieren, bezeichnete Monika als falsch und im Widerspruch zu internationalen Normen stehend. Trotz des weit vom erklärten Ziel liegenden Ergebnisses erklärte sich Kong Monika zufrieden damit.
Am 27. Januar 2019 wurde der frühere juristische Berater der aufgelösten Cambodia National Rescue Party, Kong Korm, zum Ehrenpräsidenten der KWP ernannt.
| Wahlen | Sitze | Stimmen | Anteil | Ergebnis                 | Wahlkampfleiter |
| ------ | ----- | ------- | ------ | ------------------------ | --------------- |
| 2018   | 0/125 | 212.869 | 3,35 % | neu, 0 Sitze; Opposition | Kong Monika     |